# Margaret River Pro
O Margaret River Pro é um evento do ASP World Tour. Esse evento acontece em Margaret River, Austrália e é disputada atualmente por 36 surfistas, valendo 10,000 pontos no ranking ao seu campeão nesses últimos anos.

## Campeões
Ref.
| Campeões |                  |        |                    |        |
| Ano      | Campeão          | Pontos | Vice               | Pontos |
| 2014     | Michel Bourez    | 15.90  | Josh Kerr          | 12.44  |
| 2015     | Adriano de Souza | 17.53  | John John Florence | 16.87  |
| 2016     | Sebastian Zietz  | 17.40  | Julian Wilson      | 16.67  |